# ريجنالد فوكس
ريجنالد فوكس (بالإنجليزية: Reginald Fox)‏ هو ممثل بريطاني (وحمل سابقاً جنسية المملكة المتحدة لبريطانيا العظمى وأيرلندا)، ولد في 1881 بلندن في المملكة المتحدة، وتوفي في 1943.

## وصلات خارجية
- ريجنالد فوكس على موقع IMDb (الإنجليزية)